# Tangszudo
A tangszudo (唐手道 vagy 당수도, nyugaton Tang Soo Do) a koreai Hvang Gi nagymester által elterjesztett harcművészeti stílus. Hvang Gi a tangszudo történetének kezdetét a kínai Tang-dinasztia idejére vezeti vissza. A stílus technikáinak többsége az ősi koreai szubakból és a kínai wushuból (vusu) eredeztethető. Jellemzően kemény iskola. Leghíresebb űzője Chuck Norris volt, aki fekete övet szerzett a sportágban. 
Hvang Gi a modern tangszudót a japán megszállók kivonulása után, 1945-ben tette ismertté Dél-Koreában Tangszudo Mudokkvan néven. A sportág gyakorlói 1983-ban alakították meg a nemzetközi szövetséget az USA-ban, Kim Cshunszik (김춘식) mester vezetésével. Sok más koreai harcművészethez hasonlóan a japán danrendszerben számítják a fokozatokat.

## Külső hivatkozások
- World Tang Soo Do Association Archiválva 2008. szeptember 5-i dátummal a Wayback Machine-ben